# سوزان نيومان
سوزان نيومان (بالألمانية: Susanne Neumann)‏ هي عاملة تنظيف ألمانية، ولدت في 29 مايو 1959 في غلزنكيرشن في ألمانيا، وتوفيت في 13 يناير 2019.